# Тектоника на плочите
Възникването на теорията за тектоника на плочите е научна революция в геологията. Тя представлява научна теория, според която 7 големи плочи и други по-малки плочи от земната литосфера се придвижат в продължение на стотици милиони години.
Идеите за нея започват да се оформят след изследването на океанското дъно през 1950-те години., които запълват голяма празнина в знанията за геоложкия строеж на земната повърхност. Това довежда до установяване на глобалната система на среднокеанските хребети и детайлно изучаване на строежа и морфологията им. Също така посредством тези изследвания категорично се доказва младата възраст на утайките в леглото на Световния океан и неговата подвижност. Установява се, че най-старите седименти са с възраст J3 (Късна юра). Изясняват се особеностите на дълбоководните бразди и връзката им с островните дъги, а разнообразни геофизични изследвания дават много данни за вътрешния строеж на Земята, свързан с разслояването на земната кора, мантията и ядрото, със земното магнитно поле и еволюцията му, също и много данни за изясняване на съвременната сеизмична активност и механизма на земетресенията. С решаване на проблемите в геологията започват да се занимават специалисти с добра физико-математическа подготовка, които използват нови методи и имат нов начин на мислене.

## Особености на концепцията
- Тя е глобална, т.е. разглежда явления и събития, съставящи едновременно, взаимосвързани и взаимоподчинени в планетарен мащаб.
- Всеобхватна е и обяснява всички важни процеси и явления изучавани от различни геоложки клонове.
- Тя е актуалистична.

## Възникване и развитие на идеите
Тя от идея вече е станала теория и позволява създаването на теоретичен модел на всички обвивки на планетата. Преосмислят се наличните геоложки, геофизични и геохимични данни с цел разработване на точна теория на земната еволюция. Тази теория обединява идеи, появили се в миналите столетия: идеите за дрейф на континентите – Вегенер, 1915 и др.
През 1928 г. Холмс предлага механизъм за термални движения в мантията като движеща сила за континенталния дрейф. Той предполага, че теченията на възходящ пластичен материал в мантията разкъсват континента на две половини, а там където течението потъва в мантията се формират планински вериги. Тези идеи се доразвиват от Майниц, а идеите за спрединг на океанското дъно от Хес и доразработени от Дитц, Уайн, Матюз и Уилсън (1965).
Като обща хипотеза теорията е изложена през периода 1967 – 1968 г. в серия публикации с осъзнаването ролята на реологичното разслояване във вътрешните обвивки на Земята и обособяването на астеносферата и литосферата. За пръв път в цялостен вид хипотезата е изложена от Морган (1967) на геоложка конференция на Американския геофизичен институт.
По-късно основните принципи се разглеждат от Макензи и Паркър (1967), които използват хипотезата за интерпретация на ориентировката на напреженията във фокусите на земетресенията по крайбрежията на Тихия океан, като на база конкретен фокален механизъм интерпретират движенията на големите литосферни плочи. Ксавие ле Пишон (1968) показва, че тази концепция получава съгласувана кинематична картина в глобален мащаб съобразена със законите на кинематичната геометрия и прави успешен опит за анализ на палеокинематичната еволюция на планетата през Ng (неоген).
Обобщенията на Айзъкс, Оливър и Сайкс (1968) систематично използват концепцията за обобщение на глобалния тектонски модел, като доказват че тази хипотеза може да обясни природата на земетресенията, без да влизат в противоречие с емпиричните данни. След 1968 г. развитието на новата глобална тектоника е свързана с имената на геолози от различни страни, а бумът е на световния геоложки конгрес в Мелбърн, 1975. Интензивно плейт-тектонски идеи се развиват между 1972 и 1980 г., когато изследователската програма на Световния геофизичен институт изследва океаните с подводно сондиране и драгиране, като всички факти потвърдиха категорично принципите на концепцията.

## Основни принципи и същност
- В основата и стои идеята за реологична стратификация на мантията – представата за ясен слоест строеж на вътрешните обвивки на Земята (литосфера и мантия). В техния обхват се обособяват 3 слоя съществено различаващи се по физико-механични свойства, състав и режим на движение. Това са литосфера, астеносфера и долна мантия (Мезосфера (мантия)):

## Глобален тектонски модел
Изхождайки от реологичната стратификация на глобуса може да се види, че единствения предавател и генератор на тектонските движения е литосферата. Най-простата форма на движение би била хоризонталното плъзгане на крехката литосфера върху пластичната астеносфера. Цялата система на глобалния тектонски модел е изградена от няколко придвижващи се в латерално направление литосферни плочи.

## Типове граници между литосферните плочи
Съществуват три типа граници:
- Граници, отговарящи на осовите части на СОХ, по които в условия на разтягане чрез възходящо придвижване на астеносферен материал се формира нова океанска кора. Наричат се дивергентни (или конструктивни) граници на плочите;

- Граници, които отговарят на областите на дълбоководните бразди, в които две литосферни плочи се движат една към друга. В тези участъци се осъществява подпъхване на една литосферна плоча под друга и потапянето и в пластичната астеносфера и навличането на другата върху нея. По тези граници става разрушаване на литосферата и затова те се наричат още конвергентни (или деструктивни);

- Трансформни граници. Това са големите разломи, които пресичат СОХ. Това са т.нар. трансформни разломи, по които литосферните плочи се придвижват латерално една спрямо друга. Те са дълбокопроникващи и се наричат още консервативни граници на плочите.

## Планетарна тектоника на други планети
На Земята от 2,5 млрд. г. тектонските процеси се определят от движението на литосферните плочи. С изключение на спътника Йо на останалите планети не се наблюдават движения на плочи и подпъхване (субдукция) на кората в мантията. На Земята и вероятно на Йо имаме такива тектонски процеси. Останалите планети Марс, Венера, Меркурий се предполага, че представляват планети, изградени от една плоча. Тоест една дебела и неподвижна литосфера покрива цялата планета. Тези планети са еволюирали през два етапа в своето развитие – един етап на разширение, който се свързва с все още горещата планета и един етап на свиване по време на последвалото изстиване на планетата.
Етапът на разширение се характеризира с широко разпространен базалтов вулканизъм и разломяване, а етапът на свиване се характеризира с намаляване на вулканизма или изцяло прекратяването му и компресионна разломна тектоника. Предполага се, че Марс и Венера съвсем скоро са преминали в етапа на свиване. На Луната повечето от тектонските структури са локализирани в лунните морета и са свързани с вертикални движения. Най-добре изразени са линейно ориентираните хребети, които се срещат в лунните морета и вероятно представляват компресионни разломни структури, свързани със свиването на кората. Тези хребети пресичат по-младите вулкански скали. Предполага се, че Луната е била в стадий на разширение в първите 1 млрд.г. от своето развитие, след което преминава в етапа на свиване. Ако са съществували плейттектонски процеси на Луната те вероятно са били между 4,5 – 4,4 млрд. години. Етапите на разширение с последвалото свиване за планетата Меркурий са се извършили по същото време, както и на Луната. Повърхността на Марс е изградена от много по-разнообразни тектонски структури и топографски форми в сравнение с Луната и Меркурий. На Марс не са установени тектонски структури на свиване, а само такива, които показват разширение на кората. Наличието на много големи гравиметрични аномалии показват, че марсианската кора има значителна дебелина. На повърхността на Марс се наблюдават рифтови системи, които се дължат на магмени процеси от мантията и с тях е свързан широко разпространения базалтов вулканизъм.
Планетата Венера има различни тектонски структури и топографски форми. Тя е изградена от обширни равнини, планински вериги, издигащи се над 11 км височина и линейно удължени депресии дълбоки до 3 km, широки няколкостотин километра и дълги 1000 km. Вероятно това са огромни рифтови долини. Венера е близка до Земята, както по големина така и по плътност. В атмосферата на двете планети има подобни съдържания на въглероден диоксид, като той на Венера е изцяло в атмосферата. Въпреки тези сходства на двете планети тектонските им структури се различават значително. Това се дължи на факта, че основните тектонски процеси на Земята се контролират от движението на литосферните плочи, докато на Венера такива процеси не са установени и се предполага, че тя е планета изградена от непрекъснато покриваща я кора.